# Kuno Cirque
Der Kuno Cirque ist ein mit Gletschereis angefüllter Bergkessel im ostantarktischen Coatsland. Er liegt zwischen dem Glen-Gletscher und dem Murchison Cirque auf der Südseite der Read Mountains in der Shackleton Range.
Luftaufnahmen der Formation entstanden durch die United States Navy im Jahr 1967. Der British Antarctic Survey nahm zwischen 1968 und 1971 Vermessungen vor. Das UK Antarctic Place-Names Committee benannte den Bergkessel 1972 nach dem japanischen Geologen Hisashi Kuno (1910–1969), der auf dem Gebiet basaltischer Magma forschte.